# Adrianna Franch
Adrianna Nichole Franch (* 12. November 1990 in Salina, Kansas) ist eine US-amerikanische Fußballtorhüterin.

## Karriere
Anfang 2013 wurde Franch beim College-Draft zur neugegründeten NWSL in der ersten Runde an Position sechs von der Franchise der Western New York Flash verpflichtet. Ihr Ligadebüt gab sie am ersten Spieltag der Saison gegen den Sky Blue FC und stand auch in den restlichen 21 Spielen der regulären Saison in der Startaufstellung der Flash. Franch zeigte in ihrer ersten Profisaison konstant gute Leistungen, konnte ligaweit die besten Werte in den Kategorien vereitelte Torchancen und Gegentore pro Spiel erzielen und landete bei den jährlichen Wahlen zur besten Nachwuchsspielerin und besten Torhüterin jeweils auf Platz zwei. Die Spielzeit 2014 verpasste sie aufgrund eines in der Saisonvorbereitung erlittenen Kreuzbandrisses, als Ersatz verpflichteten die Flash die Australierin Lydia Williams, die jedoch ihrerseits im Saisonverlauf einen Kreuzbandriss erlitt. Nach der Saison 2014 wurde Franchs Vertrag nicht verlängert, sie schloss sich daraufhin dem norwegischen Erstligisten Avaldsnes IL an. Mit Avaldsnes wurde sie in der Saison 2015 Vizemeister hinter dem Lillestrøm SK Kvinner und kehrte zur Saison 2016 in die Vereinigten Staaten zurück, wo sie sich dem Portland Thorns FC anschloss, mit dem sie 2017 die Meisterschaft und den NWSL Challenge Cup 2021 gewann.
Im August 2021 wechselte sie zu Kansas City NWSL.

### Nationalmannschaft
Ab dem Jahr 2010 war Franch Teil diverser US-amerikanischen Jugendnationalmannschaften. Sie nahm mit der U-20-Mannschaft an der U-20-Fußball-Weltmeisterschaft der Frauen 2010 in Deutschland teil, kam dort aber nicht zum Einsatz. Nachdem sie bereits im Mai 2012 an einem Trainingslager der A-Nationalmannschaft in Vorbereitung auf die Olympischen Spiele teilgenommen hatte, wurde sie im März 2013 von Nationalcoach Tom Sermanni erstmals in den Kader für zwei Freundschaftsspiele gegen Deutschland und die Niederlande berufen, kam jedoch nicht zum Einsatz. Ihr erstes A-Länderspiel absolvierte Franch schließlich sechs Jahre später, am 2. März 2019, gegen England. Am 1. Mai wurde sie als Spielerin mit den wenigsten Länderspielen für die WM 2019 nominiert. Bei der WM kam sie aber zu keinem Einsatz.
Am 23. Juni 2021 wurde sie für die wegen der COVID-19-Pandemie um ein Jahr verschobenen Olympischen Spiele nominiert. Bei den Spielen wurde sie nach Verletzung der Stammtorhüterin Alyssa Naeher in der 30. Minute des Halbfinales gegen Kanada eingewechselt. Naeher hatte ihre Mannschaft mit drei gehaltenen Elfmetern im Viertelfinale gegen Europameister Niederlande ins Halbfinale gebracht. Franch konnte gegen Kanada in der 74. Minute einen Strafstoß gegen ihre Mannschaft nicht abwehren und ihre Mannschaft verlor erstmals nach 20 Jahren wieder gegen den nördlichen Nachbarn. Im Spiel um Platz 3, das gegen Australien mit 4:3 gewonnen wurde, stand sie die vollen 90 Minuten im Tor.

## Erfolge
- 2017: Gewinn der NWSL-Meisterschaft (Portland Thorns FC)
- 2019: Gewinn der Fußball-Weltmeisterschaft der Frauen 2019 (ohne Einsatz)
- Gewinn des NWSL Challenge Cup 2021
- Olympische Spiele 2020: Bronzemedaille

## Auszeichnungen
- 2017: CONCACAF-Torhüterin des Jahres
- 2017 und 2018: NWSL-Torhüterin des Jahres

## Privates
Seit 2017 ist Franch mit der Radrennfahrerin Emily Boscacci verheiratet.